# 37. Kavallerie-Brigade (Deutsches Kaiserreich)
Die 37. Kavallerie-Brigade war ein Großverband der Preußischen Armee.

## Geschichte
Die 37. Kavallerie-Brigade wurde im März 1816 als Kavallerie-Brigade der Truppen-Brigade in Danzig aufgestellt und am 22. Dezember 1818 in 2. Kavallerie-Brigade umbenannt.
Am 1. April 1899 wurde sie der 37. Division, die bis 1912 dem I. Armee-Korps zugeordnet war,  unterstellt und tauschte mit der 37. Kavallerie-Brigade die Bezeichnungs-Nr. Von 1912 bis 1914 war die 37. Division Teil des XX. Armee-Korps in Allenstein.

### Standorte
- 1816 bis 1890 Danzig
- 1890 bis 1919 Allenstein

### Gliederung
- 1820 bis 1823

4. Dragoner-Regiment (Ostpreußisches), 1. Leib-Husaren-Regiment Nr. 1
- 1824 bis 1851

Kürassier-Regiment „Herzog Friedrich Eugen von Württemberg“ (Westpreußisches) Nr. 5, 1. Husaren-Regiment (1. Leib-Husaren-Regiment)
- 1852 bis 1886

1. Leib-Husaren-Regiment Nr. 1, Ulanen-Regiment „Graf zu Dohna“ (Ostpreußisches) Nr. 8
- 1887 bis 1888

Wie vor, zusätzlich
Ostpreußisches Dragoner-Regiment Nr. 10
- 1889 bis 1890

Ostpreußisches Dragoner-Regiment Nr. 10, Pommersches Dragoner-Regiment Nr. 11, 1. Leib-Husaren-Regiment Nr. 1
- 1891 bis 1892

Dragoner-Regiment König Albert von Sachsen (Ostpreußisches ) Nr. 10, Ulanen-Regiment Graf zu Dohna (Ostpreußisches) Nr. 8
- 1902 bis 1914

Dragoner-Regiment von Wedel (Pommersches) Nr. 11, Litauisches Ulanen-Regiment Nr. 12

### Deutscher Krieg 1866
Im Krieg Preußens gegen das Kaisertum Österreich nahm die Brigade mit dem 1. Leib-Husaren-Regiment Nr. 1 am 3. Juli 1866 an der Schlacht bei Königgrätz teil.

### Deutsch-Französischer Krieg 1870/1871
Im Krieg gegen Frankreich war die Brigade an der Schlacht bei Sedan beteiligt.

### Erster Weltkrieg 1914 bis 1918
Im Rahmen der Mobilmachung wurde die Brigade  für die Dauer des Krieges aufgelöst.

### Brigadekommandeure
| Name                                               | Datum                                   |
| -------------------------------------------------- | --------------------------------------- |
| 2. Kavallerie-Brigade                              |                                         |
| Karl Heinrich Christian Graf von Wylich und Lottum | 16. November 1816 bis 30. November 1823 |
| Karl Heinrich von Czettritz und Neuhaus            | 1. Dezember 1823 bis 13. Januar 1824    |
| Friedrich Carl Graf von Lehndorff                  | 14. Januar 1824 bis 31. Mai 1832        |
| Karl von Cosel                                     | 1. Juni 1832 bis 29. März 1836          |
| Ulrich von Barner                                  | 30. März 1836 bis 29. März 1838         |
| Alexander von Simolin                              | 30. März 1838 bis 6. April 1842         |
| Alexander Ludwig von Wurmb                         | 7. April 1842 bis 15. Mai 1844          |
| Leopold von der Osten                              | 16. Mai 1844 bis 10. Juni 1846          |
| Karl von Willisen                                  | 11. Juni 1846 bis 24. April 1854        |
| Eduard Küntzel                                     | 25. April 1854 bis 5. Mai 1858          |
| Karl Theodor Freiherr Geyr von Schweppenburg       | 6. Mai 1858 bis 12. April 1861          |
| Ferdinand von Rohr                                 | 13. April 1861 bis 1. Mai 1866          |
| Adalbert von Bredow                                | 2. Mai 1866 bis 29. Oktober 1866        |
| Emil Julius von Treskow                            | 30. Oktober 1866 bis 17. November 1868  |
| Gustav von Barnekow                                | 18. November 1868 bis 11. Oktober 1875  |
| Rudolf von Waldow                                  | 12. Oktober 1875 bis 13. Oktober 1882   |
| Louis von Lützow                                   | 14. Oktober 1882 bis 11. Dezember 1882  |
| Waldemar von Blanckensee                           | 12. Dezember 1882 bis 3. August 1884    |
| Karl Kuhlwein von Rathenow                         | 4. August 1884 bis 22. November 1886    |
| Karl von Schack                                    | 23. November 1886 bis 16. April 1890    |
| Ulrich von Blücher                                 | 17. April 1890 bis 15. Juli 1893        |
| Karl Ernst von Kleist                              | 16. Juli 1893 bis 19. Mai 1896          |
| Johann Graf von Schlippenbach                      | 20. Mai 1896 bis 31. März 1899          |
| 37. Kavallerie-Brigade                             |                                         |
| Johann Graf von Schlippenbach                      | 1. April 1899 bis 21. Mai 1900          |
| Konrad von Katzler                                 | 22. Mai 1900 bis 17. Mai 1905           |
| Rudolf Bode                                        | 18. Mai 1905 bis 17. August 1906        |
| Alexander Torgany                                  | 18. August 1906 bis 21. September 1908  |
| Julius von Platen                                  | 22. September 1908 bis 21. April 1912   |
| Adolf Krahmer                                      | 22. April 1912 bis 1. August 1914       |
| Wilhelm von Lewinski                               | 1. Januar 1919 (Demobilisierung)        |